# 鲁切拉宫

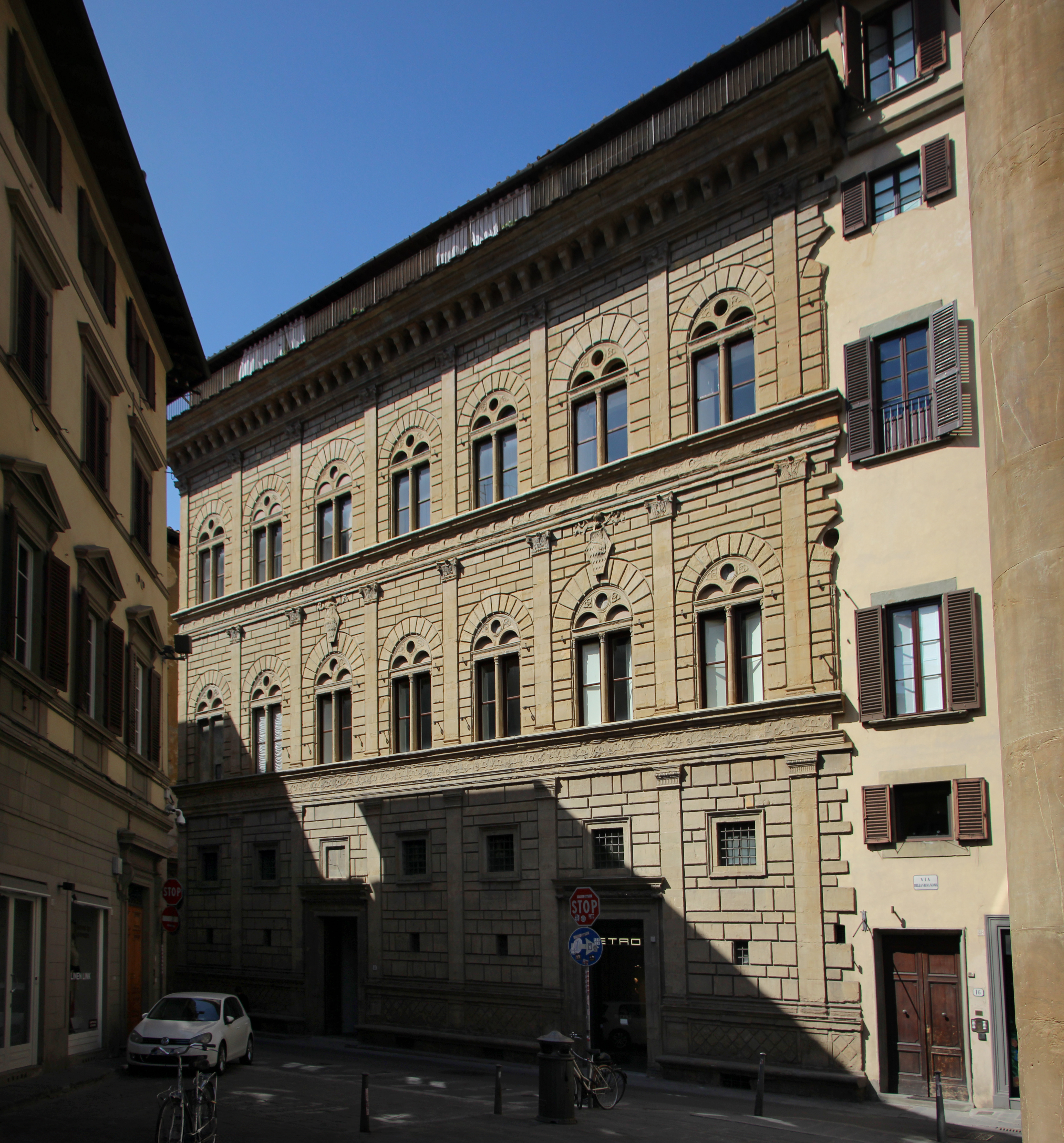
鲁切拉宫

鲁切拉宫（Palazzo Rucellai）是意大利佛罗伦萨鲁切拉广场上的一座15世纪宫殿，由莱昂·巴蒂斯塔·阿尔伯蒂设计，建于1446年到1451年。其美丽的立面，是最早一批宣告基于壁柱和檐部的相互比例关系的新的文艺复兴建筑思潮的之一，这一设计可能归功于阿尔伯蒂对罗马建筑，特别是对罗马斗兽场的大量研究，但是同时也充满了创造性。
这座建筑给人以牢固的印象，特别是第一层，其中设有库房。如同斗兽场，立面的三个楼层也使用了不同的古典柱式，底层使用塔司干柱式，第二第三层是大大简化的科林斯柱式。
底楼用作生意用途（鲁切拉家族是大银行家），沿街的立面设有长凳。第二层（“钢琴钗”）是主要的正式接待楼层。第三层是私人居住空间和睡眠区域。“隐藏”在屋顶下的第四层居住着佣人，几乎没有窗户，内部相当阴暗。